# Выборы губернатора Магаданской области (2018)
Выборы губернатора Магаданской области состоялись в Магаданской области 9 сентября 2018 года в единый день голосования. Губернатор избирался сроком на 5 лет.
На 1 июля 2018 года в области было зарегистрировано 104 340 избирателей.
Председатель Избирательной комиссии Магаданской области — Николай Жуков.

## Предшествующие события
С 3 февраля 2013 года губернатором Магаданской области был Владимир Печёный. Он был назначен президентом России Владимиром Путиным врио губернатора после отставки Николая Дудова. На выборах, состоявшихся в сентябре 2013 года в единый день голосования, был избран с результатом 73,11 % голосов избирателей, при явке 32,28 %. Вступил в должность 18 сентября 2013 года.
Печёный был избран на 5 лет и срок его полномочий истекал в сентябре 2018 года, однако 28 мая 2018 года он досрочно был освобождён от должности губернатора по собственному желанию. Врио губернатора был назначен 57-летний глава Нижнего Тагила Сергей Носов.
20 апреля 2018 года Магаданская областная дума внесла ряд существенных поправок в закон «О выборах губернатора Магаданской области». Среди прочего упростили процедуру голосования не по месту регистрации и в 5 раз увеличили предельную сумму всех расходов кандидата из средств его избирательного фонда — с 3 до 15 миллионов рублей.

## Ключевые даты
- 6 июня 2018 года Магаданская областная дума назначила выборы на 9 сентября 2018 года — единый день голосования (за 100—90 дней до дня голосования)
  - 7 июня избирательная комиссия Магаданской области опубликовала расчёт числа подписей, необходимых для регистрации кандидата[6].
  - с 7 июня по 27 июля (следующие 20 дней) — период выдвижения кандидатов (начинается со следующего дня после назначения выборов)
    - агитационный период начинается со дня выдвижения кандидата и прекращается за одни сутки до дня голосования.
    - период сбора подписей муниципальных депутатов начинается после выдвижения кандидата.
- с 10 июля до 18:00 15 июля (60—55 дней до дня голосования) — представление документов для регистрации кандидатов; к заявлениям должны прилагаться листы с подписями муниципальных депутатов и список трёх кандидатов на должность члена Совета Федерации.
  - решение избирательной комиссии о регистрации кандидата — в течение 10 дней со дня подачи документов в избирком
- с 11 августа по 7 сентября — период агитации в СМИ (начинается за 28 дней до дня голосования)
- 8 сентября — «день тишины»
- 9 сентября — день голосования

## Выдвижение и регистрации кандидатов

### Право выдвижения
Губернатором может быть избран гражданин Российской Федерации, достигший возраста 30 лет. Одно и то же лицо не может занимать должность губернатора более двух сроков подряд.
В Магаданской области кандидаты выдвигаются только политическими партиями. Самовыдвижение не допускается.
У кандидата не должно быть гражданства иностранного государства либо вида на жительство в какой-либо иной стране.

### Муниципальный фильтр
В Магаданской области установлен максимально высокий барьер в 10 % (по федеральному закону может варьироваться от 5 % до 10 %) — кандидаты должны собрать подписи муниципальных депутатов в количестве 10 % от общего числа, при этом депутаты должны представлять 3/4 округов. Каждый депутат имеет право подписаться только за одного кандидата и права отзыва своей подписи не имеет. Причём все подписные листы должны быть нотариально заверены.
Магаданская область административно состоит из 9 городских округов. Число депутатов, предусмотренное уставами муниципальных образований составляет – 148 депутатов  и  избранных на муниципальных выборах глав муниципальных образований – 1. Общее число избранных глав и депутатов представительных органов муниципальных образований: (148 + 1) х 10% = 14.
7 июня 2018 года избирательная комиссия опубликовала расчёт, по которому каждый кандидат должен собрать от 14 до 16 подписей депутатов и глав округов не менее чем в 7 городских округах.

## Кандидаты
| Кандидат            | Должность (на момент выдвижения)                                                                                             | Субъект выдвижения      | Подписи собрано / достоверных | Статус              | Дата регистрации | Кандидаты в Совет Федерации |
| ------------------- | --- | ----------------------- | ----------------------------- | ------------------- | ---------------- | --- |
| Валентина Дорошевич | председатель магаданского областного Профсоюза работников связи России                                                       | КПРФ                    | -/-                           | зарегистрирована    |                  | И. Д. Андрусяк, индивидуальный предприниматель Ю. В. Виховская, нотариус Э. А. Дорожко, адвокат                                                                                         |
| Роман Исаев         | депутат Магаданской городской Думы шестого созыва, помощник депутата Госдумы В. С. Селезнёва по работе в Магаданской области | ЛДПР                    | -/-                           | зарегистрирован     |                  | Ю. В. Гусев, индивидуальный предприниматель Р. В. Куприянов, зам. гендиректора ООО «Городской рынок» И. Н. Сульдин, безработный                                                         |
| Александр Мартынюк  | пенсионер | «Гражданская платформа» | -/-                           | зарегистрирован     |                  | Е. Ш. Зиганшина, пенсионерка Д. С. Кушнир, учитель магаданской гимназии № 30 Н. В. Васильева, безработная                                                                               |
| Сергей Носов        | временно исполняющий обязанности губернатора Магаданской области                                                             | «Единая Россия»         | -/-                           | зарегистрирован     |                  | А. И. Широков, член Совета Федерации М. Г. Галоев, гендиректор ПАО «Магаданский механический завод» Н. А. Горячев, главный научный сотрудник Северо-Восточного комплексного НИИ ДВО РАН |
| Эдуард Приходько    | директор ООО «Магсервис» | «Справедливая Россия»   | -/-                           | отказ в регистрации |                  | |

## Социология
| Дата             | Источник   | Носов | Дорошевич | Исаев | Богданов | Мартынюк | Воздержались |
| ---------------- | ---------- | ----- | --------- | ----- | -------- | -------- | ------------ |
|                  |            |       |           |       |          |          |              |
| 9 — 14 июля 2018 | Чёрный Куб | 15 %  | 4 %       | 4 %   | 1 %      | 1 %      | 75 %         |

## Результаты
| Место                       | Место                       | Кандидат                    | Партия                      | Голосов | %       |
| --------------------------- | --------------------------- | --------------------------- | --------------------------- | ------- | ------- |
|                             | 1.                          | Сергей Носов                | Единая Россия               | 31 598  | 81,59 % |
|                             | 2.                          | Валентина Дорошевич         | КПРФ                        | 3915    | 10,11 % |
|                             | 3.                          | Роман Исаев                 | ЛДПР                        | 1810    | 4,67 %  |
|                             | 4.                          | Александр Мартынюк          | Гражданская платформа       | 631     | 1,63 %  |
| Действительных бюллетеней   | Действительных бюллетеней   | Действительных бюллетеней   | Действительных бюллетеней   | 37 954  | 98,00 % |
| Недействительных бюллетеней | Недействительных бюллетеней | Недействительных бюллетеней | Недействительных бюллетеней | 775     | 2,00 %  |
| Всего                       | Всего                       | Всего                       | Всего                       | 38 729  | 100 %   |
|                             |                             |                             |                             |         |         |
| Явка                        | Явка                        | Явка                        | Явка                        | 38 729  | 39,58 % |
| Общее число избирателей     | Общее число избирателей     | Общее число избирателей     | Общее число избирателей     | 97 861  |         |

Выборы выиграл Сергей Носов, набравший 81,59 % голосов избирателей. 13 сентября 2018 года он вступил в должность губернатора Церемония инаугурации прошла в здании правительства Магаданской области. Сенатором от правительства Магаданской области Носов назначил Анатолия Широкова, занимавшего эту должность ранее (впервые был назначен 10 октября 2014 года).